# Richshuset

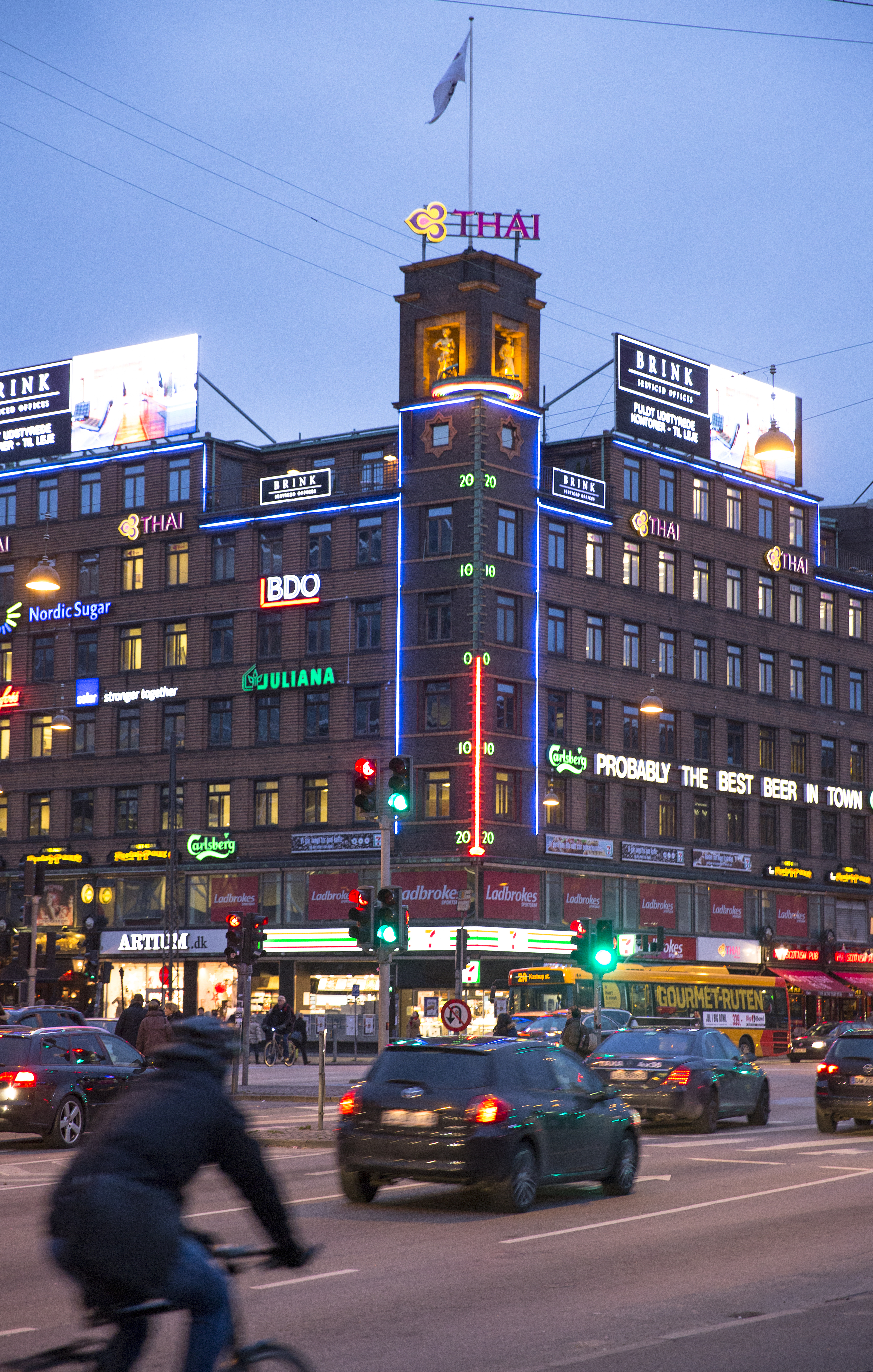
Richshuset

Richshuset är en byggnad i hörnet av Rådhuspladsen (nr. 16) och Vesterbrogade (nr. 2A) i centrala Köpenhamn. 
Huset uppfördes 1934-35 efter ritningar av Alf Cock-Clausen och är en av endast ett fåtal art deco-byggnader i Danmark. Det har fått sitt namn efter kaffesurrogattillverkaren C.F. Rich & Sønner, som hade sitt huvudkontor i huset fram till 1969.
Richshuset är känt speciellt för Einar Utzon-Franks utsmyckning Vejrpigerne. Den består av en termometer i neon utefter husets hela höjd samt två förgyllda kvinnofigurer överst i husets hörntorn, 